# دروغ به من (مجموعه تلویزیونی)
دروغ به من (مجموعه تلویزیونی) (انگلیسی: Lie to Me) مجموعه تلویزیونی ساخته کشور کره جنوبی در ۲۰۱۱ است.